# Catadoides
Catadoides é um gênero de traça pertencente à família Arctiidae.